# Merlelynn Lange
Merlelynn Sabine Lange, coniugata Harris (Toronto, 28 aprile 1969), è un'ex cestista canadese, professionista nella WNBA.

## Carriera
Con il Canada ha disputato i Giochi olimpici di Atlanta 1996, tre edizioni dei Campionati mondiali (1986, 1990, 1994) e tre dei Campionati americani (1989, 1993, 1995).